# Aleksej Pokuševski
Aleksej Pokuševski (En cirílico serbio Алексеј Покушевски Belgrado, 26 de diciembre de 2001) es un baloncestista serbio, con pasaporte griego, que pertenece al KK Partizan de la ABA Liga. Con 2,13 metros de estatura, juega en la posición de ala-pívot, aunque puede desenvolverse también como alero.

## Trayectoria deportiva

### Inicios
Pokuševski creció en Novi Sad, donde comenzó a jugar baloncesto en categoría juvenil para clubes locales, KK Kadet, KK NS Stars y Vojvodina. En 2015, Pokuševski se unió a las categorías inferiores del Olympiacos. En 2017, participó en el prestigioso Jordan Brand Classic. En agosto de 2018 participó en el campamento Baloncesto sin Fronteras europeo en Belgrado, y en febrero de 2019 lo hizo en el NBA All-Star Basketball Without Borders Global Camp en Charlotte, Carolina del Norte.

### Profesional

#### Olympiacos (2019-2020)
El 19 de marzo de 2019, hizo su debut en la Euroliga con el Olympiacos Piraeus, en una victoria por 89-69 sobre el club alemán del Bayern Munich, durante la temporada 2018-19. Logró un punto, dos rebotes y una asistencia, en un minuto jugado durante el partido. Pokuševski se convirtió en el jugador del Olympiacos más joven en debutar en la Euroliga. A los 17 años y 83 días, reemplazó a Georgios Printezis, que había debutado anteriormente en la Euroliga, a la edad de 17 años y 229 días.
Durante la temporada 2019-20 fue asignado al equipo filial del Olympiacos  que compite en la A2 Ethniki. Esa temporada se perdió tres meses de competición debido a una lesión en la rodilla. Pokuševski fue titular en ocho de sus once apariciones en la A2 griega, promediando 10,8 puntos, 7,9 rebotes, 3,1 asistencias, 1,3 robos y 1,8 tapones en 23,1 minutos por partido.

#### Oklahoma City Thunder (2020-2024)
El 24 de abril de 2020 se declaró elegible para el Draft de la NBA. Fue elegido en la decimoséptima posición del Draft de la NBA de 2020 por los Minnesota Timberwolves, pero dos días después sus derechos fueron traspasados a los Oklahoma City Thunder en un acuerdo a tres bandas. El 14 de marzo de 2021 ante Memphis Grizzlies, disputó su primer partido como titular, consiguiendo 23 puntos y 10 rebotes, convirtiéndose en el tercer novato (tras Russell Westbrook y Darius Bazley) en conseguir un doble-doble de 20–10 en la franquicia. Con 19 años y 78 días, fue el más joven de la franquicia en anotar 20 puntos, y el segundo más en toda la historia de la NBA, en conseguir 5 triples, tras LeBron James en 2004. El 16 de mayo de 2021 ante Los Angeles Clippers anota 29 puntos.
Durante su segunda temporada en Oklahoma, el 3 de abril de 2022 ante Phoenix Suns consigue el primer triple-doble de su carrera con 17 puntos, 12 asistencias y 10 rebotes.
El 23 de febrero de 2024, después de 150 partidos y 4 temporadas con el equipo, fue cortado por los Thunder.

#### Charlotte Hornets (2024)
El 27 de febrero de 2024 llegó a un acuerdo para firmar con los Charlotte Hornets, jugando también con el filial de la G League, los Greensboro Swarm. El 6 de julio de 2024 es cortado por los Hornets.

#### Partizan (2024-presente)
El 20 de agosto de 2024, el KK Partizan de la ABA Liga anunció la incorporación de Pokuševski en el plantel para su siguiente temporada.

### Selección nacional
Aleksej pudo elegir entre representar a Serbia o Grecia, pero prefirió escoger su país natal.
En 2018, fue miembro de la selección serbia sub-17 que compitió en el Mundial Sub-17 de 2018, en Argentina. Promedió en los 7 encuentros, 7,7 puntos, 8,3 rebotes y 3 tapones.
Al año siguiente, fue parte de la selección serbia sub-18 que participó en el Campeonato Europeo Sub-18 de 2019, en Volos, Grecia. En los 7 encuentros del torneo promedió, 10 puntos, 7,2 rebotes y 4 tapones.

## Estadísticas de su carrera en la NBA

### Temporada regular
| Año     | Equipo        | PJ  | PT | MPP  | %TC  | %3P  | %TL  | RPP | APP | ROB | TPP | PPP |
| ------- | ------------- | --- | -- | ---- | ---- | ---- | ---- | --- | --- | --- | --- | --- |
| 2020-21 | Oklahoma City | 45  | 28 | 24.2 | .341 | .280 | .738 | 4.7 | 2.2 | .4  | .9  | 8.2 |
| 2021-22 | Oklahoma City | 61  | 12 | 20.2 | .408 | .289 | .700 | 5.2 | 2.1 | .6  | .6  | 7.6 |
| 2022-23 | Oklahoma City | 34  | 25 | 20.6 | .434 | .365 | .629 | 4.7 | 1.9 | .6  | 1.3 | 8.1 |
| 2023-24 | Oklahoma City | 10  | 0  | 6.0  | .250 | .182 | .500 | 1.0 | 0.5 | .1  | .1  | 1.2 |
| 2023-24 | Charlotte     | 18  | 0  | 19.2 | .429 | .364 | .702 | 4.4 | 1.7 | .8  | .7  | 7.4 |
| Total   | Total         | 168 | 65 | 20.4 | .391 | .304 | .702 | 4.6 | 1.9 | .6  | .8  | 7.5 |